# Cephalotes decoloratus
Cephalotes decoloratus är en myrart som beskrevs av De Andrade 1999. Cephalotes decoloratus ingår i släktet Cephalotes och familjen myror. Inga underarter finns listade.